# Rock Believer
Rock Believer е 21-вият студиен албум на германската рок група „Скорпиънс“, издаден от „Въртиго Рекърдс“ на 22 февруари 2022 г. в Европа и три дни по-късно в Северна Америка, точно 50 години след дебютния албум на групата Lonesome Crow (1972). Това е първият студиен албум на групата с барабаниста Мики Дий и първият албум на „Скорпиънс“ от седем години след Return to Forever (2015), което прави най-дългата пауза между нейни албуми. Основен автор на текстовете на повечето от песните, е певецът Клаус Майне, докато китаристът Рудолф Шенкер пише музиката на почти всяка една от тях.
Начинът по който групата работи по Rock Believer е различен от този, възприет през последните три десетилетия, музикантите изпълняват своите части от песните заедно в една обща стая, така както през 80-те години на 20-и век обикновено записват албумите си. Записите са направени в Хановер, Германия с чести прекъсвания в продължение на две години от 2020 г. до 2021 г., заради световната пандемия от коронавирус, което налага смяна на музикалния продуцент, с когото групата първоначално работи, тъй като той живее в Лос Анджелис. През втората половина на 2021 г. „Скорпиънс“ завършва записите на всички песни заедно с продуцента Ханс Мартин Буф, а Майкъл Илберт прави последното им смесване в Берлин.
След като е издаден, албумът получава положителни отзиви от музикалните критици, някои отбелязват пеенето на Клаус Майне, а други самочувствието на групата натрупано в последните 50 години. Изданието постига добри позиции в музикалните класации; дебютира като № 1 в Белгия и Полша, № 2 в Германия, Великобритания, Швейцария, Франция и в две различни класации на списание „Билборд“ в САЩ. С продажби от 12 000 броя през първата седмица от издаването си, Rock Believer достига до № 59 в „Билборд 200“ и отбелязва най-високата позиция за албум на „Скорпиънс“ в тази класация от 2010 г., когато студийният Sting in the Tail дебютира под № 23. Rock Believer е 20-тото издание на групата, което попада сред първите 200 музикални албума и миниалбума с най-добри продажби на територията на САЩ.
За популяризирането на Rock Believer, са издадени 7 сингъла, 3 от които с видеоклипове, но нито 1 от тях не влиза в някоя от международните класации за сингли. На 26 март 2022 г. започва Rock Believer World Tour с девет последователни концерта в Лас Вегас, Невада, САЩ, след което групата се връща в Европа, и от май до юли изпълнява над 20 концерта на континента. Турнето преминава отново през Северна и Южна Америка, преди да завърши в средата на 2023 г. в Европа, като малко преди това „Скорпиънс“ изпълнява седмия си концерт в България.

## Описание
В началото на 2015 г. „Скорпиънс“ издава студийния албум Return to Forever, с който отбелязва 50-тата годишнина от създаването си и започва широкообхватно световно концертно турне с над 120 концерта на 5 континента. В същото време Return to Forever отбелязва голям търговски успех за групата и влиза Топ 20 в класациите на няколко държави, като получава „златни“ и „платинени“ сертификати в Русия и Франция. През месец май 2016 г. преди да започне втората част от концертите в Северна Америка, групата наема временно бившия барабанист на „Моторхед“ Мики Дий на мястото на Джеймс Котак, който отново, така както през 2014 г. се налага да се лекува заради зависимостта си към алкохола. В края на турнето през септември 2016 г. „Скорпиънс“ уволнява Джеймс Котак поради невъзможността му да бъде на разположение на групата и Мики Дий е нает като постоянен член.
В началото на месец юни 2017 г. групата започва Crazy World Tour 2017 в отговор на сложната политическа обстановка в света по това време и до 1 декември „Скорпиънс“ свири в няколко десетки държави в Европа и Северна Америка. Междувременно, по предложение на „Сони Мюзик Ентъртейнмънт“ музикантите влизат в звукозаписното студио за да запишат сборен албум, който включва презаписи на голяма част от популярните им балади, както и няколко нови песни. Компилацията озаглавена Born to Touch Your Feelings: Best of Rock Ballads е издадена на 24 ноември 2017 г. и де факто отбелязва първата студийна продукция на групата с Мики Дий.
В края на март 2018 г. „Скорпиънс“ продължава с концертното турне и по същото време китаристът на групата Рудолф Шенкер в интервю пред „Диджитал Журнал“ във връзка с нов албум, заявява: „Все още чакаме момент за вдъхновение да направим друг албум, като „Джудас Прийст“ и „Металика“. Трябва да изчакате, докато дойде подходящият момент“. До края на турнето, групата изпълнява над 130 концерта на 4 континента, преди то да бъде прекъснато на 4 март 2020 г. в Каланг, Сингапур поради световна пандемия от Коронавирус.

## История и записване
През май 2019 г. певецът Клаус Майне заявява, че „може да има нов албум през 2020 г.“, въпреки това работата по Rock Believer се забавя с повече от две години, като записите започват от началото до средата на 2019 г. Няколко месеца преди отново да възобнови записите по новия си албум, през април 2020 г. групата издава първоначално чрез „Въртиго Рекърдс“ за сваляне от интернет в различни платформи сингъла Sign of Hope, песен създадена от „Скорпиънс“ в отговор на световната пандемия от Коронавирус. Сингълът е придружен с видеоклип, който показва моментното състояние в някои държави по света с празни улици, училища и т.н., поради въведените мерки против разпространението на вируса. Малко по-късно изданието е достъпно и за радиостанциите като промоционален физически сингъл от „Юнивърсъл Мюзик Груп“.
На 25 юли 2020 г., „Скорпиънс“ влиза в „Пепърмайнт Парк Студио“ в Хановер, за да възобнови работата по нов студиен албум. Първите сесии за албума, за които групата планира да се проведат в Лос Анджелис, са направени от разстояние, като продуцентът Грег Фиделман от Лос Анджелис участва чрез „Зуум“. Въпреки това, барабанистът Мики Дий в интервю през март 2021 г. пред Роб Флин от „Машин Хед“ потвърждава, че „Скорпиънс“ трябва да се откаже от плановете си да работи с Фиделман, поради пандемията от Коронавирус. Китаристът на групата Матиас Ябс, казва пред Рич Хобсън от „Класик рок“, че деветте часа разлика между Германия и Лос Анджелис допълнително усложняват процеса по записването на албума – „Не бяхме на една и съща страница, така че решихме, че не можем да продължим така и не можем да изчакаме и пандемията да приключи, защото в противен случай сега все още вероятно щяхме да чакаме“.
Напредването на албума продължава бавно до август 2021 г., когато „Скорпиънс“ публикува видео във „Фейсбук“ от студиото, където репетира нова песен. Rock Believer е официално записан в Хановер, Германия, така, както „Скорпиънс“ записва албумите си през 80-те: всички членове на групата изпълняват своите части от песните заедно в една обща стая. Смесването на песните е направено в „Ханза Тонстудио“, Берлин с помощта на музикалния продуцент Майкъл Илберт. След завършването на записите и цялото обработване на продукцията, в интервю за чилийското радио „Футуро“, Рудолф Шенкер и Клаус Майне определят албума като „разтърсващ“, който включва песни с бързо темпо, както и „тежки композиции“ подобни на някои техни песни от 80-те: China White от албума Blackout (1982) и Animal Magnetism от Animal Magnetism (1980). В същото интервю, Рудолф Шенкер казва: „Вижте, ние сме по света от 50 или повече години. И когато някой може да каже, че е вярващ в рока, тогава това сме ние. И разбира се, ние се срещаме с вярващи в рока наши фенове пред нас, нашата публика.“

## Обложката
Германската дизайнерска фирма „Рокет енд Уйнк“ създава обложката на Rock Believer, а фотографията е дело на американеца Джеф Троуър. Изображението, направено предимно в червено представя крещящо женско лице под воал с поставена ръка на челото и символа на групата скорпион, татуиран на езика на жената. Обложката включва специфичния шрифт за изписване на името на „Скорпиънс“, както и името на албума, и двете в жълт цвят.

## Издаване
В края на месец септември 2021 г. „Скорпиънс“ съобщава, че първият официален сингъл от Rock Believer е Peacemaker и ще бъде издаден на 21 октомври 2021 г., но издаването се забавя и групата обявява нова дата за началото на месец ноември. Видеоклипът към песента е представен малко по-късно, отново чрез официално съобщение на групата в социалните мрежи. Вторият сингъл от е Rock Believer, издаден на 14 януари 2021 г., а няколко дни по-късно е представен и музикалният видеоклип към песента, режисиран от Йорн Хайтман и Хинрих Пфлуг, който включва кадри на групата предимно от 80-те години на 20-и век. През февруари групата издава в рамките на една седмица още два сингъла Seventh Sun и Shining of Your Soul.
Албумът е издаден официално от „Въртиго Рекърдс“ на 22 февруари 2022 г. в Европа и на 25 февруари 2022 г. в Северна Америка и отбелязва 50 години от излизането на дебютния на „Скорпиънс“ албум Lonesome Crow (1972). Продукцията е издадена и в други части на света, включително Япония, където към 16-те песни в двойното издание на компактдиск, е добавена песента Out Go the Lights. Версията на албума, който е достъпен за сваляне или слушане чрез „Ай Тюнс“ и „Спотифай“, също включва 16-те песни от луксозното издание. В началото на месец май 2022 г., албумът е издаден на територията на Франция с нова, допълнителна песен - The Language Of My Heart, която през втората половина на същия месец става петият сингъл от албума. Във Великобритания Rock Believer е издаден без бонус песните от френското и японското издание, като на тяхно място е включена песента Hammersmith, която е издадена и като сингъл на 12 август 2022 г. Последният сингъл от албума, е Out Go the Lights, песен която е предназначена за японския пазар и е почит от страна на групата към Япония във връзка с първите концерти на „Скорпиънс“ там през 1978 г.

## Представяне

### Албум
Rock Believer влиза в класациите на няколко страни в Европа и Северна Америка. В Германия той дебютира на 4 март 2022 г. като № 2 и остава в класацията 14 последователни седмици, като последната му позиция е № 83 от 3 юни 2022 г. В Белгия район Валония, албумът достига № 1 още през първата си седмица, докато в район Фландрия достига до № 3. Във Великобритания албумът влиза в няколко от националните класации за албуми, сред които „Ю Кей Албумс Чарт“ № 18, „Албумс Сейлс Чарт“ № 7, „Албум Донлауд Чарт“ № 13, „Физикъл Албумс Чарт“ № 7, „Винил Албумс Чарт“ № 9 и „Рок енд Метъл Албумс Чарт“ № 2, като във всичките случаи най-високата позиция е достигната при дебюта в съответната класация. На 26 февруари албумът влиза като № 2 във Франция и остава в класацията 17 седмици. По същия начин Rock Believer дебютира под № 1 в Полша, № 2 в Швейцария, № 3 в основната класация за албуми във Финландия и № 2 във „Физически албуми“ в същата страна. В другите европейски страни, Rock Believer достига № 4 в Австрия, № 5 в Испания, Португалия и Унгария, № 6 в Швеция, № 8 в Шотландия, № 12 в Хърватия, № 13 в Гърция, № 14 в Чехия, № 15 в Нидерландия и № 24 в Италия.
Ситуацията в англосаксонска Северна Америка е подобна на тази във Великобритания, албумът влиза в повечето класации на списание „Билборд“ в Съединените американски щати. Rock Believer дебютира в „Билборд 200“ като № 59 за седмицата от 3 декември 2022 г., но остава само една седмица в класацията. Въпреки това, албумът отбелязва най-високата позиция за албум на „Скорпиънс“ в тази класация от 2010 г. насам, когато студийният им Sting in the Tail дебютира под № 23 и е 20-тото издание на групата, което влиза сред първите 200 музикални албума и миниалбума с най-добри продажби на територията на Съединените американски щати. В началото на декември, заема последователно следните позиции в останалите класации разработвани от „Билборд“: № 2 в „Топ Хардрок Албум“, № 2 в „Джърман Албумс“, № 4 в „Топ Албум Сейлс“, № 4 в „Топ Кърънт Албум Сейлс“, № 5 в „Тестмейкър Албумс“, № 7 в „Грийс Албумс“, № 9 в „Топ Рок Албумс“, № 16 във „Винил Албумс“, № 18 в „Топ Офишъл Ю Кей Албумс Чарт“, № 60 в „Билборд Канадиън Албумс“. В Канада продукцията също влиза в националната класация в началото на декември, но остава само седмица на позиция № 60. На 7 март 2022 г. албумът влиза в класацията за албуми на Япония като № 27 и остава в нея 6 седмици, докато в „Билборд Джапан“ достига до № 33.

### Концертно турне
Концертното турне Rock Believer World Tour започва на 26 март 2022 г. с девет последователни концерта в Лас Вегас, Съединените американски щати. На 6 май 2022 г., веднага след концертите в Лас Вегас, „Скорпиънс“ изнася концерт в „Медисън Скуеър Гардън“, Ню Йорк по повод 50-ата годишнина от независимостта на Бангладеш. На 10 май започва първата част от презентациите в Европа, но планираните концерти в Лисабон (10 май), Тулуза (13 май) и Лил (15 май) са отменени поради нараняванията на ръката на Матиас Ябс. Поради тази причина европейската част започва на 17 май в Париж, Франция, а след това продължава в още 10 държави до 6 юли. След концерт в Тел Авив, Израел, групата се завръща в Европа, за да изнесе представления в Лимасол, Кипър (12 юли), Сен Жулиен ан Женевоа, Франция (15 юли) и кулминира с концерт в Лисабон, Португалия (18 юли).
Месец по-късно, на 21 август започва втората северноамериканска част от турнето с 25 концерти в Канада, Съединените американски щати и Мексико. През пролетта на 2023 г. „Скорпиънс“ изнася девет концерта в страни от Южна Америка. Последната част от Rock Believer World Tour, е от 9 май 2023 г. до 16 юли 2023 г. преминава през 15 европейски страни, включително и България и завършва в Брага, Португалия.

## Коментари на критиците
Rock Believer получава предимно положителни отзиви. В една от първите оценки за изданието, Джейсън Рош отбелязва, че този албум е доказателство за самочувствието на групата натрупано в последните 50 години след дебютния им албум Lonesome Crow от 1972 г. и пише, че „курсът на действие на групата е просто да прави нещата, които винаги са правили най-добре през цялото си съществуване“. В заключение той определя Rock Believer като утешително напомняне, „че „Скорпиънс“ все още са способни да генерират закачливи рок химни в последните си години“. Джон Ейзлууд от „Класик Рок“ поставя добра оценка на продукцията и пише, че вокалите на Клаус Майне са толкова мощни, колкото, „когато той ви разтърси като ураган“ и че „Формулата остава радостно непокътната: галопиращи китари и сръчни припеви“, той също така допълва „Дните на безсрамните балади като Wind of Change, поп-метъла (Is There Somebody There?) и смелите експерименти (The Zoo) отдавна са отминали. Вместо това, с изключение на двете версии на When You Know (Where You Come From), те дават пълна газ с интензитет, който би развълнувал внуците им".
В обширно ревю, сайтът „Спутникмюзик“ пише: „Тяхното жило е наистина неостаряващо, особено в случая с вокалите на Клаус Майне, които са пълна мистерия на природата, съчетана само с това, че Ози все още е жив и сравнително здрав“. Rock Believer е описан като голямо постижение за германците предвид обстоятелствата, но въпреки това критикуван заради някои от песните, сред които са Call of the Wild, When Tomorrow Comes и Crossing Borders. Ник Балаш от „Брейвуърдс“ съпоставя албума с предишния студиен албум на „Скорпиънс“ Return to Forever (2015) и дава по-висока оценка на Rock Believer, обяснявайки „След Return To Forever е безопасно да се предположи, че мнозина са загубили вяра в способността на германците да създадат колекция от песни с висок калибър. След това ново ужилване мнозина отново ще бъдат вярващи“. Ян Вогел от сайта „Лаут“ прави съпоставки с войната в Украйна и пише: Rock Believer изглежда като наивна утопия сред свят, разкъсан от конфликти, принуден от лошите политически метеорологични условия, причинени от руската агресия". Матиас Мадер от сайта „Рокхард“ също дава висока оценка и определя Rock Believer като най-тежкия и най-добрия албум на групата след Blackout (1982).
Малкълм Доум, в своя списък с албуми на групата, подредени от най-лошия до най-добрия за „Класик Рок“ го поставя на № 5 в одобрителен коментар за албума, в който според него: „През 2022 г. формулата на „Скорпиънс“ остава радостно непокътната: галопиращи китари и сръчни припеви – или, както Майне капсулира неграматично в Gas In The Tank: „по-силно, свири силно“.

## Списък с песните
Основно издание
1. Gas in the Tank (Клаус Майне, Рудолф Шенкер) – 3:40
2. Roots in My Boots (Клаус Майне, Рудолф Шенкер) – 3:17
3. Knock 'em Dead (Клаус Майне, Рудолф Шенкер) – 4:11
4. Rock Believer (Клаус Майне, Рудолф Шенкер) – 3:57
5. Shining of Your Soul (Клаус Майне, Рудолф Шенкер, Грег Фиделман) – 3:57
6. Seventh Sun (Клаус Майне, Рудолф Шенкер, Ханс Мартин Буф, Инго Поуицер, Грег Фиделман, Матиас Ябс) – 5:30
7. Hot and Cold (Клаус Майне, Матиас Ябс) – 4:12
8. When I Lay My Bones to Rest (Клаус Майне, Рудолф Шенкер) – 3:07
9. Peacemaker (Клаус Майне, Рудолф Шенкер, Павел Мончивода) – 2:56
10. Call of the Wild (Клаус Майне, Рудолф Шенкер) – 5:20
11. When You Know (Where You Come From) (Клаус Майне, Рудолф Шенкер) – 4:22

Бонус песни
1. Shoot for Your Heart (Клаус Майне, Рудолф Шенкер) – 4:01
2. When Tomorrow Comes (Клаус Майне, Рудолф Шенкер) – 3:47
3. Unleash the Beast (Клаус Майне, Рудолф Шенкер) – 4:17
4. Crossing Borders (Клаус Майне, Рудолф Шенкер, Матиас Ябс) – 3:38
5. When You Know (Where You Come From) Акустична версия (Клаус Майне, Рудолф Шенкер) – 3:44

Бонус песен в японското издание
1. Out Go the Lights (Клаус Майне, Рудолф Шенкер) – 3:39

Бонус песен във френското издание
1. The Language of the Heart (Клаус Майне, Рудолф Шенкер) – 3:54

Бонус песен в британското издание
1. Hammersmith (Клаус Майне, Рудолф Шенкер, Мики Дий, Магнус Акс) – 3:44

## Състав
| Музиканти - Клаус Майне – основни вокали - Рудолф Шенкер – ритъм китари, задни вокали, китарно соло на When You Know (Where You Come From), аранжименти за китара - Матиас Ябс – основни китари, ритъм китари, акустични китари, слайд китара, китарно соло, аранжименти за китара - Павел Мончивода – бас китара - Мики Дий – барабани Гост музиканти - Инго Поуицер – допълнителни китари и бас, китарно соло в When Tomorrow Comes, допълнителни фонови вокали, пляскания, китарни аранжименти - Ханс Мартин Буф – допълнителни фонови вокали, ръкопляскания - Якоб Химелейн – допълнителни фонови вокали, ръкопляскания - Алекс Малек – допълнителни фонови вокали, ръкопляскания - Пити Хехт – ударни Източник на информацията: Обложка на Rock Believer. | Продукция - „Скорпиънс“ – продукция - Ханс Мартин Буф – продукция, звукорежисьор, музикално програмиране, звуков дизайн - Якоб Химелейн – асистент по записи - Майкъл Илберт – инженер по смесване - Том Порсел Возник – инженер - Инго Поуицер – китарна техника - Питър Киркма – китарна техника - Матиас Либетрут – барабанна техника - Рене Томсен – барабанна техника - Рокет и Уинг – дизайн - Джеф Хроуър – снимка на обложката - Марк Тайс – снимка на задната обложка - Клаус Ворман – дизайн на предната обложката |

## Позиция в класациите
| Класация                                     | Най-висока позиция | Източник |         |
| 2022 г.                                      | 2022 г.            | 2022 г.  | 2022 г. |
| -------------------------------------------- | ------------------ | -------- | ------- |
| Австрия                                      | 4                  | [ 80 ]   |         |
| Белгия (Валония)                             | 1                  | [ 47 ]   |         |
| Белгия (Фландрия)                            | 3                  | [ 48 ]   |         |
| Великобритания („Албумс Сейлс Чарт“)         | 7                  | [ 49 ]   |         |
| Великобритания („Албум Донлауд Чарт“)        | 13                 | [ 49 ]   |         |
| Великобритания („Винил Албумс Чарт“)         | 9                  | [ 49 ]   |         |
| Великобритания („Рок енд Метъл Албумс Чарт“) | 2                  | [ 49 ]   |         |
| Великобритания („Физикъл Албумс Чарт“)       | 7                  | [ 49 ]   |         |
| Великобритания („Ю Кей Албумс Чарт“)         | 18                 | [ 49 ]   |         |
| Германия                                     | 2                  | [ 46 ]   |         |
| Гърция                                       | 13                 | [ 60 ]   |         |
| Италия                                       | 24                 | [ 63 ]   |         |
| Нидерландия                                  | 15                 | [ 62 ]   |         |
| Канада                                       | 60                 | [ 64 ]   |         |
| Полша                                        | 1                  | [ 51 ]   |         |
| Унгария                                      | 5                  | [ 57 ]   |         |
| САЩ („Билборд 200“)                          | 59                 | [ 64 ]   |         |
| САЩ („Билборд Канадиън Албумс“)              | 60                 | [ 64 ]   |         |
| САЩ („Винил Албумс“)                         | 16                 | [ 64 ]   |         |
| САЩ („Грийс Албумс“)                         | 7                  | [ 64 ]   |         |
| САЩ („Джърман Албумс“)                       | 2                  | [ 64 ]   |         |
| САЩ („Топ Офишъл Ю Кей Албумс Чарт“)         | 18                 | [ 64 ]   |         |
| САЩ („Тестмейкър Албумс“)                    | 5                  | [ 64 ]   |         |
| САЩ („Топ Албум Сейлс“)                      | 4                  | [ 64 ]   |         |
| САЩ („Топ Кърънт Албум Сейлс“)               | 4                  | [ 64 ]   |         |
| САЩ („Топ Рок Албумс“)                       | 9                  | [ 64 ]   |         |
| САЩ („Топ Хардрок Албум“)                    | 2                  | [ 64 ]   |         |
| Финландия                                    | 3                  | [ 53 ]   |         |
| Финландия („Физикъл Албумс“)                 | 2                  | [ 53 ]   |         |
| Франция                                      | 2                  | [ 50 ]   |         |
| Хърватия                                     | 12                 | [ 59 ]   |         |
| Чехия                                        | 14                 | [ 61 ]   |         |
| Швеция                                       | 6                  | [ 58 ]   |         |
| Швейцария                                    | 2                  | [ 52 ]   |         |
| Шотландия                                    | 8                  | [ 49 ]   |         |
| Япония                                       | 27                 | [ 66 ]   |         |
| Япония („Билборд Джапен“)                    | 33                 | [ 67 ]   |         |

| Класация         | Най-висока позиция | Източник |         |
| 2022 г.          | 2022 г.            | 2022 г.  | 2022 г. |
| ---------------- | ------------------ | -------- | ------- |
| Белгия (Валония) | 198                | [ 81 ]   |         |
| Германия         | 22                 | [ 82 ]   |         |
| Франция          | 168                | [ 83 ]   |         |
| Швейцария        | 77                 | [ 84 ]   |         |